# Lecanorals
Els lecanorals (Lecanorales) són un ordre de fongs majoritàriament liquenitzats (que formen líquens) de la classe Lecanoromycetes dins la divisió Ascomycota.

## Famílies
L'ordre dels lecanorals inclou quasi 6.000 espècies en 19 famílies:
- Família Biatorellaceae
- Família Bruceomycetaceae
- Família Catillariaceae
- Família Cladoniaceae
- Família Gypsoplacaceae
- Família Haematommataceae
- Família Lecanoraceae
- Família Malmideaceae
- Família Megalariaceae
- Família Pachyascaceae
- Família Parmeliaceae
- Família Pilocarpaceae
- Família Psilolechiaceae
- Família Psoraceae
- Família Ramalinaceae
- Família Ramboldiaceae
- Família Scoliciosporaceae
- Família Sphaerophoraceae
- Família Tephromelataceae